# SX-9
SX-9 је суперрачунар компаније NEC. Претходник му је рачунар SX-6, који ради на 3.2 GHz и постиже нешто више од 100 GFLOPS. Један чвор може имати до 16 CPU-a и до 1 TB RAM-a. SX-9 може имати максимално 512 чворова и достизати 970 TFLOPS. Оперативни систем је NEC SUPER-UX Unix-like.

## NEC SX-9 — објављени извори производа
- 1.6 TFLOPS по чвору
- До 16 CPU по чвору, израђених у 65nm CMOS технологији
- До 64 GB меморије по једном CPU, и TB у једном чвору.
- До 4 TB/s пропусности по чвору, 256 GB/s по CPU
- До 512 подржаних чворова
- 50% мања потрошња електричне енергије у поређењу са суперачунаром NEC SX-8R

## Такође види
- NEC Corporation
- NEC SX-6
- NEC SX-8
- SUPER-UX
- SX architecture